# Djurgårdens IF Fotboll 1933/1934
Djurgårdens IF Fotboll spelade i dåvarande Division 2 Östra 1933/1934. Man kom 2:a i serien efter IK Sleipner, med ett hemmapubliksnitt på 4194 åskådare.
- Bäste målskytt blev Olle Johansson med 14 mål.